# Comunitat de comunes de Blavet Bellevue Océan
La Comunitat de municipis de Blavet Bellevue Océan (en bretó Kumuniezh kumunioù Blavezh Gwelmeur hag ar Mor Bras) és una estructura intercomunal francesa, situada al departament d'Ar Mor-Bihan a la regió Bretanya, al País de Lorient. Té una extensió de 116,6 kilòmetres quadrats i una població de 14.800 habitants (2006).

## Composició
Agrupa 5 comunes :
1. Kervignac
2. Merlevenez
3. Nostang
4. Plouhinec
5. Sainte-Hélène